# Madison Park
Madison Park – jednostka osadnicza w Stanach Zjednoczonych, w stanie New Jersey, w hrabstwie Middlesex.